# 로크 사바
로크 사바(힌디어: लोक सभा, Lok Sabha) 또는 인민원(House of the People)는 인도 의회의 하원이다.
로크 사바의 구성원들은 인도 각각의 지역에서 직접 선거로 선출된 대표들로 구성된다. 로크 사바의 정원은 인도 헌법에 의해서 552명으로 구성되어 있다. 이들 중 530명은 인도의 개별 주에서 선출된 대표들이며, 20명은 인도 연방 영토의 사람들을 대표하며, 2명은 인도의 대통령에 의해서 영국계 인도인들을 대표하기 위해서 필요에 의해 지명될 수 있다.
로크 사바의 의원이 되기 위해서는 최소한 25세 이상이 되어야 한다. 로크 사바의 의원은 기본적으로 5년간의 임기가 보장되며, 특별조치가 있을 경우 1년을 더 연장할 수 있다.

## 역사
첫 로크 사바는 1950년 인도 공화국 성립 이후 1952년 4월 17일에 하원으로서 개원하였다. 2019년 5월 23일부터 제17대 로크 사바가 개원하여 있다.

## 로크 사바의 구성 인원
로크 사바의 의원 정원은 각각의 주와 연방 직할지에 분배되어, 각각의 주의 구성원들이 적절하게 그들의 의견을 대변할 수 있게 되어 있다. 현재의 의원 정원 분포는 다음과 같다.

### 주
1. 안드라프라데시 주 - 25
2. 아루나찰프라데시 주 - 2
3. 아삼 주 - 14
4. 비하르 주 - 40
5. 차티스가르 주 - 11
6. 고아 주 - 2
7. 구자라트 주 - 26
8. 하리아나 주 - 10
9. 히마찰프라데시 주 - 4
10. 잠무 카슈미르 주 - 6
11. 자르칸드 주 - 14
12. 카르나타카 주 - 28
13. 케랄라 주 - 20
14. 마디아프라데시 주 - 29
15. 마하라슈트라 주 - 48
16. 마니푸르 주 - 2
17. 메갈라야 주 - 2
18. 미조람 주 - 1
19. 나갈랜드 주 - 1
20. 오디샤 주 - 21
21. 펀자브 주 - 13
22. 라자스탄 주 - 25
23. 시킴 주 - 1
24. 타밀나두 주 - 39
25. 텔랑가나 주 - 17
26. 트리푸라 주 - 2
27. 우타라칸드 주 - 5
28. 우타르프라데시 주 - 80
29. 서벵골 주 - 42

### 연방 직할지
1. 안다만 니코바르 제도 - 1
2. 찬디가르 - 1
3. 다드라 나가르하벨리 다만 디우 - 2
4. 잠무 카슈미르 - 5
5. 라다크 - 1
6. 델리 - 7
7. 락샤드위프 제도 - 1
8. 푸두체리 - 1

로크 사바의 일반적인 업무 시간은 오전 11시부터 오후 1시까지, 그리고 오후 2시부터 저녁 6시까지이다. 매 모임의 첫 시간은 대정부 질문으로 시작한다.
로크 사바는, 국회의 상원, 즉, 라자 사바(Rajya Sabha)와 동등한 입법권력을 가지고 있으나, 예외적으로 예산안에 대해서는 로크 사바가 최종적인 결정권한을 가지고 있다. 만약 상원과 하원사이에 의견의 충돌이 생길 경우, 충돌 해결을 위한 두 원간의 만남이 이루어지기도 한다. 이런 경우, 로크 사바가 일반적으로 우세한데 그 이유는 로크 사바가 라자 사바보다 두배정도의 의원을 가지고 있기 때문이다.

## 로크 사바의 정기 총회
연중 3차례의 로크 사바 정기 총회가 있다.
- 예산 총회: 2월부터 5월
- 우기 총회: 주로 비가 오는 7월부터 9월
- 겨울 총회: 11월부터 12월

## 같이 보기
- 라지야 사바